# 吳奇炯
吳奇炯（：／ Oh Gi-hyung，1966年11月25日—），大韓民國自由派政治人物，現任第21屆國會議員。